# That Good Feelin'
That Good Feelin' — студійний альбом американського джазового органіста Джонні «Гаммонд» Сміта, випущений у 1959 році лейблом New Jazz.

## Опис
Сильний сет 1959 року Джонні «Гаммонд» Сміта під назвою That Good Feelin' є визначальним для раннього стилю музиканта. Альбом записаний у складі квартету з гітаристом Торнелом Шварцом (який відомий своєю роботою з Джиммі Смітом), басистом Джорджом Такером і ударником Лео Стівенсом. Серед композицій такі балади, як «Autumn Leaves», «I'll Remember April» і «My Funny Valentine».

## Список композицій
1. «That Good Feelin» (Джонні Сміт) — 5:36
2. «Bye Bye Blackbird» (Рей Гендерсон, Морт Діксон) — 4:29
3. «Autumn Leaves» (Джозеф Косма, Джонні Мерсер) — 4:53
4. «I'll Remember April» (Джин Де Пол, Дон Рей) — 4:37
5. «Billie's Bounce» (Чарлі Паркер) — 5:32
6. «My Funny Valentine» (Лоренц Гарт, Річард Роджерс) — 4:34
7. «Puddin'» (Джонні Сміт) — 5:13

## Учасники запису
- Джонні «Гаммонд» Сміт — орган
- Торнел Шварц — гітара
- Джордж Такер — контрабас
- Лео Стівенс — ударні

Технічний персонал
- Есмонд Едвардс — продюсер
- Руді Ван Гелдер — інженер